# Рамсаран, Бери Сигмонд
Бери Сигмонд Рамсаран (англ. Bheri Sygmond Ramsaran; род. 16 марта 1959) ― гайанский политик, врач. Министр здравоохранения Гайаны в 2011―2015 гг.

## Биография
Родился 16 марта 1959 года. В 1987 году окончил медицинский факультет Университета дружбы народов имени Патриса Лумумбы по специальности «лечебное дело», после чего там же проходил интернатуру. В 1987 года поступил на работу в Джорджтаунский госпиталь, а годом позднее перевёлся в госпиталь Нового Амстердама; также работал в госпиталях Скелдона и Порта Моранта. Работал хирургом. В 1996 году был назначен директором департамента регионального здравоохранения при министерстве здравоохранения.
В 1977 году вступил в Народную прогрессивную партию. Был членом Центрального и Исполнительного комитетов партии и секретарём партии по вопросам народного образования. С 1998 года ― член Национальной ассамблеи Гайаны.
В 2011 году был назначен министром здравоохранения Гайаны. В 2015 году был уволен со своего поста президентом страны Дональдом Рамотаром после того, как публично оскорбил ЛГБТ-активистку Шерлину Нагир. Из-за этого инцидента в отношении Рамсарана в судебном порядке были выдвинуты обвинения.
Холост, детей не имеет.